# چارلز وینکلر
چارلز وینکلر (انگلیسی: Charles Winkler) کارگردان فیلم و تهیه‌کننده تلویزیون و سینما آمریکایی است. او پسر اروین وینکلر می‌باشد‌.

## فیلم شناسی جزئی به عنوان کارگردان
- با من حرف میزنی؟ (۱۹۸۷)[۱]
- آشفته (۱۹۹۰)
- عقب‌مانده تاریک (۱۹۹۱)
- بلوز روبان قرمز (۱۹۹۶)
- راکی مارسیانو (۱۹۹۹)
- به هر قیمتی (۲۰۰۰)
- غل و زنجیر (۲۰۰۵)
- شبکه ۲٫۰ (۲۰۰۶)
- خیابان‌های خونین (۲۰۰۹)